# Teknologisk Institut
Teknologisk Institut (engelska: Danish Technological Institute) är en dansk självägande institution, som tillhandahåller utbildnings-, laboratorie- och andra tjänster till näringslivet. Det bedriver också forskning och utvecklingsarbete med dansk statlig finansiering.
Teknologisk Institut bedriver verksamhet i Danmark, Sverige, Polen och Spanien. I Sverige verkar det helägda dotterbolaget Teknologisk Institut Sverige AB. Huvudkontoret ligger i Taastrup, och i Danmark har Teknologisk Institut också enheter i Århus, Odense, Hirtshals och Sønder Stenderup vid Kolding. 
Dansk Teknologisk Institut inrättades i Köpenhamn 1906 och har senare gått samman med ett antal mindre institutioner, bland andra Jysk Teknologisk Institut 1990. Namnet ändrades 1999 till Teknologisk Institut. Institutets aktiviteter är uppdelade på avdelningar som sysslar med frågeställningar inom en rad områden, som byggnadsindustri, klimat- och energifrågor, robotteknologi, näringslivsutveckling, transport och logistik, livsmedel och slakteriteknik.
Teknologisk Institut äger sedan 2009 det 1964 grundade Danfysik A/S, som utvecklar och tillverkar högteknologisk utrustning för partikelaccelaratorer för användning inom forskning, hälsovård och industri, och som 2011 flyttade från Jyllinge till moderbolagets anläggning vid Gregersenvej i Taastrup.
Den totala omsättningen var 2015 en miljard danska kronor och antalet anställda omkring 1.000.